# Зелен ширококлюн
Зеленият ширококлюн, наричан също малък зелен калиптомен или зелен рогоклюн (Calyptomena viridis), е вид птица от семейство Ширококлюнови (Eurylaimidae). Видът е почти застрашен от изчезване.

## Разпространение
Видът е разпространен в Индонезия, Малайзия, Мианмар и Тайланд.